# Mormonia serena
Mormonia serena là một loài bướm đêm trong họ Noctuidae.